# Sugamo-Gefängnis
Koordinaten: 35° 43′ 46,5″ N, 139° 43′ 4″ O

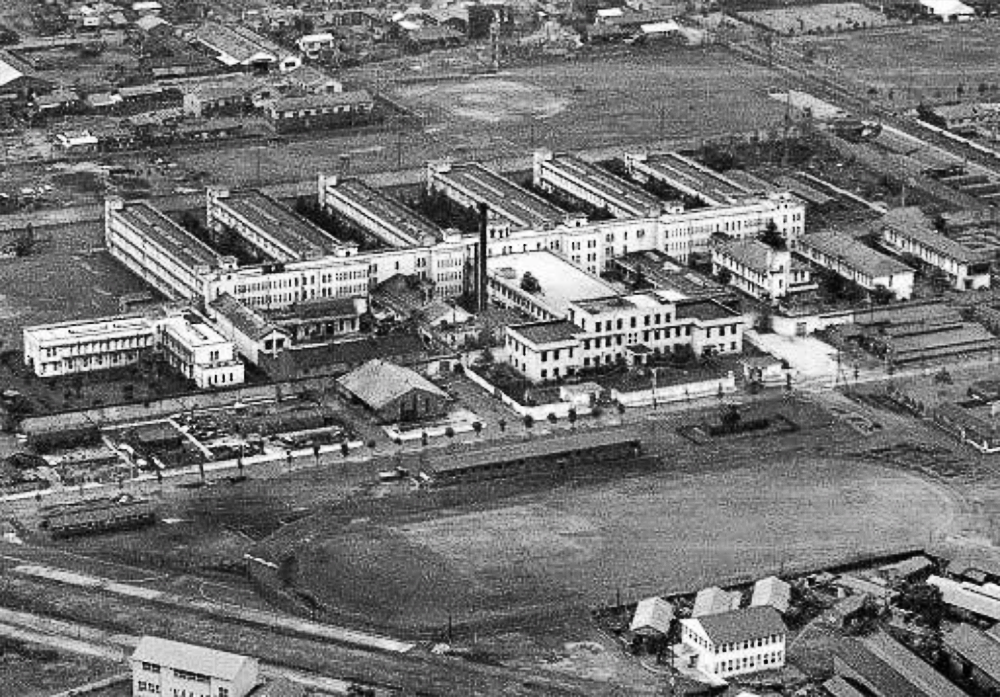
Sugamo-Gefängnis im Jahr 1949

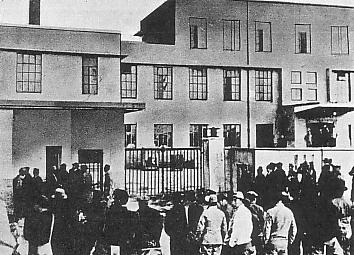
Der Haupteingang des Sugamo-Gefängnisses

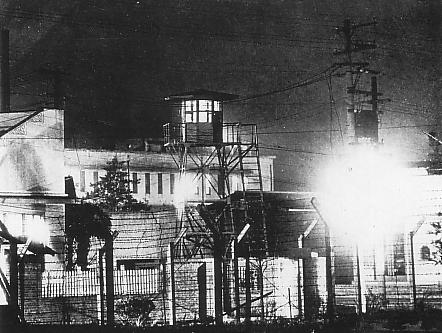
Wachturm und Scheinwerfer

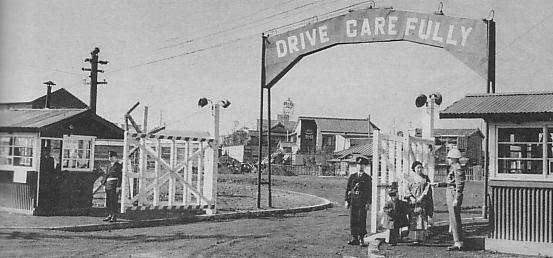
Einfahrt zum Sugamo-Gefängnis

Das Sugamo-Gefängnis (japanisch Sugamo Kōchi-sho, 巢鴨拘置所 (Kyūjitai), 巣鴨拘置所 (Shinjitai)) war eine japanische Haftanstalt.

## Geschichte

### Gründung bis 1945
Das Sugamo-Gefängnis wurde in den 1920er Jahren in Ikebukuro, einem Teil des heutigen Tokioter Stadtteiles Toshima, erbaut. Vorbild für den Bau waren europäische Gefängnisse. Das Gefängnis wurde hauptsächlich zur Unterbringung politischer Gefangener wie Dissidenten oder Kommunisten genutzt. 1944 wurden Richard Sorge und Ozaki Hotsumi, die für die Sowjetunion in Japan spioniert hatten, im Sugamo-Gefängnis durch Hängen hingerichtet.

### 1945 bis 1971
Nach der Kapitulation Japans im Zweiten Weltkrieg wurde das Sugamo-Gefängnis von 1945 an durch die alliierten Besatzungsmächte (faktisch die Vereinigten Staaten) zur Inhaftierung japanischer Kriegsgefangener, welche auf die Verhandlungen im Rahmen der Tokioter Prozesse warteten, weitergenutzt.
Sämtliche japanische Kriegsverbrecher der Kategorien B und C, die von alliierten Militärtribunalen außerhalb Japans (z. B. in Niederländisch-Indien, Guam, Neuguinea) zu Haftstrafen verurteilt worden waren, wurden zur Verbüßung ihrer Haftstrafen in das Sugamo-Gefängnis  überstellt.
Am 23. Dezember 1948 wurden elf Kriegsverbrecher der Kategorie A im Sugamo-Gefängnis hingerichtet. Am 4. Juli 1957 wurden sämtliche noch Verbliebenen begnadigt.
Das Sugamo-Gefängnis wurde im Jahr 1971, nachdem alle dort inhaftierten Kriegsgefangenen entweder verstorben oder entlassen worden waren, abgerissen.

### Nachnutzung des Areals
1978 wurde an dieser Stelle das Sunshine-60-Gebäude, zu dem Zeitpunkt das höchste Gebäude Japans, errichtet. Zur Erinnerung an das frühere Gefängnis wurde ein Stein mit der Inschrift „Bete für den ewigen Frieden“ aufgestellt.

## Inhaftierte im Sugamo-Gefängnis
Zu den Insassen des Sugamo-Gefängnisses gehörten:
- Tōjō Hideki, Premierminister Japans von 1941 bis 1944
- Koiso Kuniaki, Premierminister Japans von 1944 bis 1945
- Iva Ikuko Toguri D’Aquino, auch bekannt als Orphan Ann, Moderatorin bei Radio Tokyo, Mitarbeiterin der japanischen Kriegs-Propaganda
- Honda Kumatarō, Botschafter in Deutschland und China
- Kodama Yoshio, Rechtsterrorist, militärischer Geheimdienst, Yakuza-Boss; prägte nach dem Krieg den Aufbau des japanischen Politiksystems in den 1950er Jahren (1955er System),
- Ryōichi Sasakawa, Präsident der Zeitung Konnichi Shimbun, rechtsextremer Parteiführer der 1930er Jahre, Akteur bei der Plünderung Chinas, mit Nähe zur Yakuza[2]
- Nobusuke Kishi, Akteur bei der Plünderung Chinas; prägte nach dem Krieg das 1955er System, Premierminister Japans – ebenso sein Bruder und sein Enkel
- Shōriki Matsutarō, Präsident der Zeitung Yomiuri Shinbun, Zeitungsmogul[3]
- Doihara Kenji, Spion
- Ozaki Hotsumi, Spion
- Richard Sorge, Spion
- Willy Rudolf Foerster, Industrieller, NS-Gegner und „Judenretter“[4]

Es war die Aufgabe der 8. Armee, während der Besatzung sämtliche verurteilte japanische Kriegsverbrecher (aller Kategorien) zu inhaftieren, insbesondere die Verurteilten der Kriegsverbrecherprozesse von Yokohama. Diese wurden in Sugamo untergebracht. Während der sechs Jahre, die das Gefängnis der 8. Armee unterstellt war, dienten dort insgesamt 2450 Soldaten.